# José Magriñá
José Antonio Magriñá (20 marzo 1912 – 2 agosto 1988) è stato un calciatore cubano, di ruolo attaccante.

## Carriera
Partecipò al Mondiale del 1938 con la Nazionale cubana.